# Topo knockout

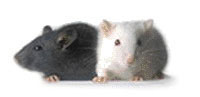
Due topi knockout

Un topo knockout è un topo geneticamente modificato in cui è soppressa, a scopo di studio, l'espressione di un determinato gene. Tale soppressione è definita gene knockout (o knockout genico). Il primo topo knockout fu creato da Mario Capecchi, Martin Evans e Oliver Smithies alla fine degli anni ottanta, e ha valso loro il Premio Nobel per la medicina l'8 ottobre 2007.

## Procedura di ottenimento di topiKnock-Out
La fase iniziale consiste nello studio approfondito del gene e della ricerca dei suoi esoni critici; non è infatti possibile distruggere un intero gene in eucarioti superiori e si deve quindi agire facendo delezione di zone critiche: è necessario conoscere la sua sequenza nucleotidica, la presenza di polimorfismi (a singolo nucleotide e di lunghezza dei frammenti di restrizione) e la sua posizione specifica nel genoma. A questo punto viene scelto il tipo di vettore di inserzione (di solito di circa 100-200 bp) e la modalità di inattivazione. Il vettore è inserito tramite transfezione (elettroporazione, cannone genico ecc.). Il vettore è così inserito in cellule pluripotenti (staminali embrionali) precedentemente prelevate e fatte crescere in vitro. Nella pratica più comune sono usati vettori di rimpiazzo (replacement vector); essi ad esempio contengono il gene da studiare, ma in una forma mutata inattiva: il gene, per omologia di sequenza, una volta entrato nel nucleo, potrà essere sostituito a quello originario attivo tramite ricombinazione omologa, determinando appunto il knock-out genico. La ricombinazione omologa in eucarioti superiori è comunque un evento raro e per aumentare la probabilità che avvenga occorre progettare il vettore di trasfezione in modo che il marcatore NEO sia fiancheggiato da sequenze omologhe al gene da distruggere di considerevole lunghezza.

### Selezione delle cellule transfette
Un importante problema risiede nel fatto che i vettori riescono a entrare nella cellula e sostituirsi in modo corretto molto raramente. È stato quindi necessario introdurre tecniche per selezionare solo le cellule in cui la transfezione era stata correttamente portata a termine.
In passato per verificare quali cellule venivano effettivamente transfettate era indispensabile la PCR; oggi, più semplicemente, si usano vettori a selezione positiva/negativa che utilizzano particolari marker di selezione. Due sono i marker utilizzati: il primo è di solito un gene che conferisce resistenza ad un antibiotico; il gene viene inserito in posizione molto ravvicinata a quello da inattivare o addirittura al suo interno; in questo modo, aggiungendo l'antibiotico in coltura sopravviveranno solo le cellule in cui il vettore con il gene (tra cui quello per la resistenza all'antibiotico) si è inserito stabilmente nel genoma. Può succedere però che il vettore si inserisca per ricombinazione non omologa in un punto qualsiasi del genoma: in tal caso non abbiamo l'inattivazione del gene che volevamo, ma l'inserimento casuale in un qualunque altro punto del genoma. Per evitare questo si usa un secondo marker: di solito è una sequenza codificante per la timidina chinasi (TK). La sequenza è posta in posizione distaccata rispetto al gene da sostituire; la timidina chinasi è un enzima in grado di attivare la forma tossica del ganciclovir. Di conseguenza visto che la sequenza per la TK difficilmente viene inserita per ricombinazione omologa, aggiungendo il ganciclovir, solo le cellule transfettate e che avranno subito la ricombinazione omologa sopravviveranno. Una PCR di verifica è comunque consigliabile al fine di evitare falsi positivi.
Nel caso si utilizzi solo la PCR per il controllo si farà una prima verifica delle cellule ricombinate e una seconda per selezionare quelle in cui la ricombinazione è stata omologa su uno dei due alleli.

### Inserimento delle cellule transfette
Queste cellule a questo punto vengono inserite nella blastocisti di una femmina di topo gravida e si fa sviluppare l'animale knock-out. Come meccanismo di controllo si utilizza il colore del pelo, ad esempio se la blastocisti donatrice genera topi neri, impianteremo cellule staminali di topo bianco reiniettando il tutto. Se le cellule attecchiscono, la progenie sarà formata da topi con macchie bianche e nere, altrimenti avremo solo topi neri.
Nata la filiera, le chimere maschio bianche e nere vengono incrociate con femmine bianche, per avere topi bianchi e topi neri, questi ultimi saranno scartati subito, i bianchi verranno invece analizzati tramite PCR per poter appurare se sono eterozigoti knock-out.
A questo punto gli eterozigoti knock-out verranno incrociati tra loro per ottenere un 25% (vedi Mendel) di filiera omozigote knock-out.
Se la mutazione è incompatibile con la vita, ovvero il gene di studio è indispensabile e su di esso non avvengono meccanismi di compenso genico, il knock-out omozigote morirà durante la vita uterina o nei primi giorni di vita (solitamente per sepsi).

## Knock-OutCondizionali
Oggi vengono creati topi knock-out condizionali, ovvero knock-out solamente in specifici tessuti. Si ha con questa tecnica l'inattivazione del gene solo quando il tessuto ha terminato il processo differenziativo; così se il gene è vitale per lo sviluppo embrionale, "spegnendosi" a sviluppo completato, non determinerà la morte precoce dell'embrione murino.
Ad esempio un knock-out per i recettori nicotinici manca di sistema nervoso autonomo funzionante e il nascituro morirà di varie infezioni, se non durante la vita uterina, appena dopo la nascita. Nei knock-out condizionali la ricombinazione omologa avviene solo in un dato tessuto ed è quindi compatibile con la vita.
Il sistema più famoso è il cosiddetto Cre/LoxP System. Si avvale di un vettore virale, il fago P1, che esprime la ricombinasi CRE, che riconosce una sequenza di 34 bp specifiche. Si creano i recettori con le sequenze di riconoscimento per la CRE, (i recettori LOX) e il corrispondente knock-out che avrà un esone con sequenza LOX, e in parallelo si creerà anche un topo transgenico che esprimerà la CRE solo nei tessuti che hanno LOX e nell'incrocio si avrà taglio del gene solo in quel tessuto, ottenendo così un knock-out condizionale spaziale.
Se invece vogliamo che il knock-out si manifesti solo dopo la nascita, metteremo un promotore inducibile, per esempio per mezzo di tetraciclina, che potremo attivare nel momento giusto per ottenere il cosiddetto knock-out condizionale spaziotemporale.
La CRE quando trova sequenze LOX disposte non in tandem, bensì separate da altre sequenze, inverte la sequenza interposta (per esempio un esone), per cui il knock-out malato può essere guarito girando l'esone.